# آق‌کند (بخش مرکزی زنجان)
آق‌کند (زنجان)، روستایی از توابع بخش مرکزی شهرستان زنجان در استان زنجان ایران است.این روستا در دهستان بوغداکندی قرار دارد و در فاصله ۳۵ کیلومتری زنجان واقع شده است. این روستا در منطقه کوهستانی و در ارتفاعات قرار گرفته است.کمبود آب آشامیدنی و آبیاری کشاورزی مشکل اصلی این روستاست.

## جمعیت
بر اساس سرشماری مرکز آمار ایران در سال ۱۳۸۵، جمعیت این روستا در سال ذکر شده ۱٬۶۹۴ نفر (۴۰۰خانوار) بوده‌است.

## مشاهیر
از مشاهیر و بزرگان این روستا می توان حاج ملا آقا جان عتیق زنجانی را نام برد.

## امکانات
روستای آقکند از جنبه امکانات تحصیلی دارای مدرسه ابتدایی و متوسطه اول با ظرفیت های بالای ۱۰۰ الی ۱۵۰ نفر بوده و مشکلی از این جهت برای این روستا وجود ندارد.
از امکانات بهداشتی و درمانی این روستا میتوان خانه بهداشت واقع در آن را نام برد.